# Drosophila kitumensis
Drosophila kitumensis är en tvåvinge som förekommer i Kenya och som beskrevs 1985 av Léonidas Tsacas. Arten ingår i släktet Drosophila och familjen daggflugor.